# Phaeohelotium terrestre
Phaeohelotium terrestre är en svampart som tillhör divisionen sporsäcksvampar, och som först beskrevs av Josef Velenovský, och fick sitt nu gällande namn av Svr?ek. Phaeohelotium terrestre ingår i släktet Phaeohelotium, och familjen Helotiaceae. Arten är reproducerande i Sverige.